# Carl Brummer

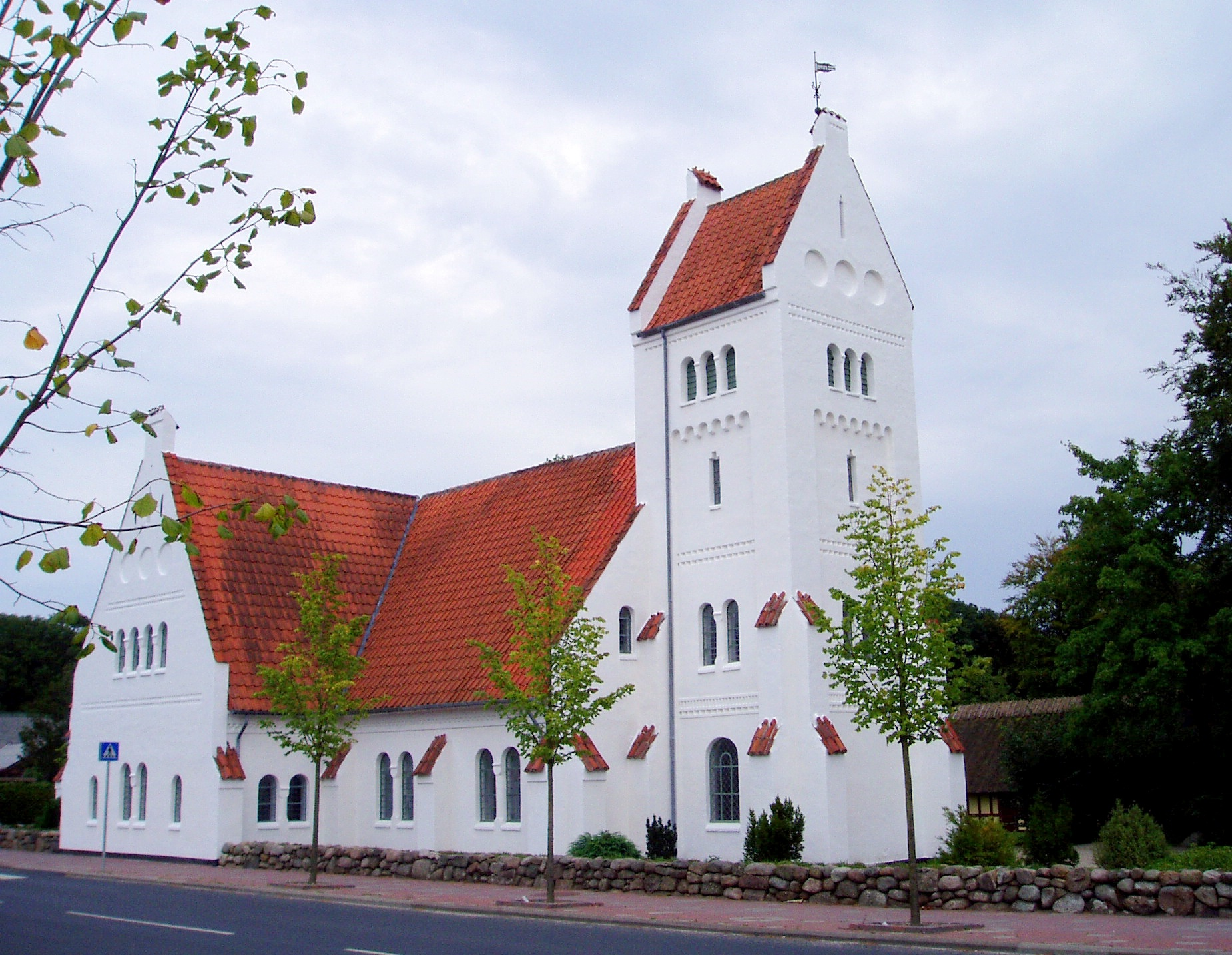
Nazarethkirche (1898)

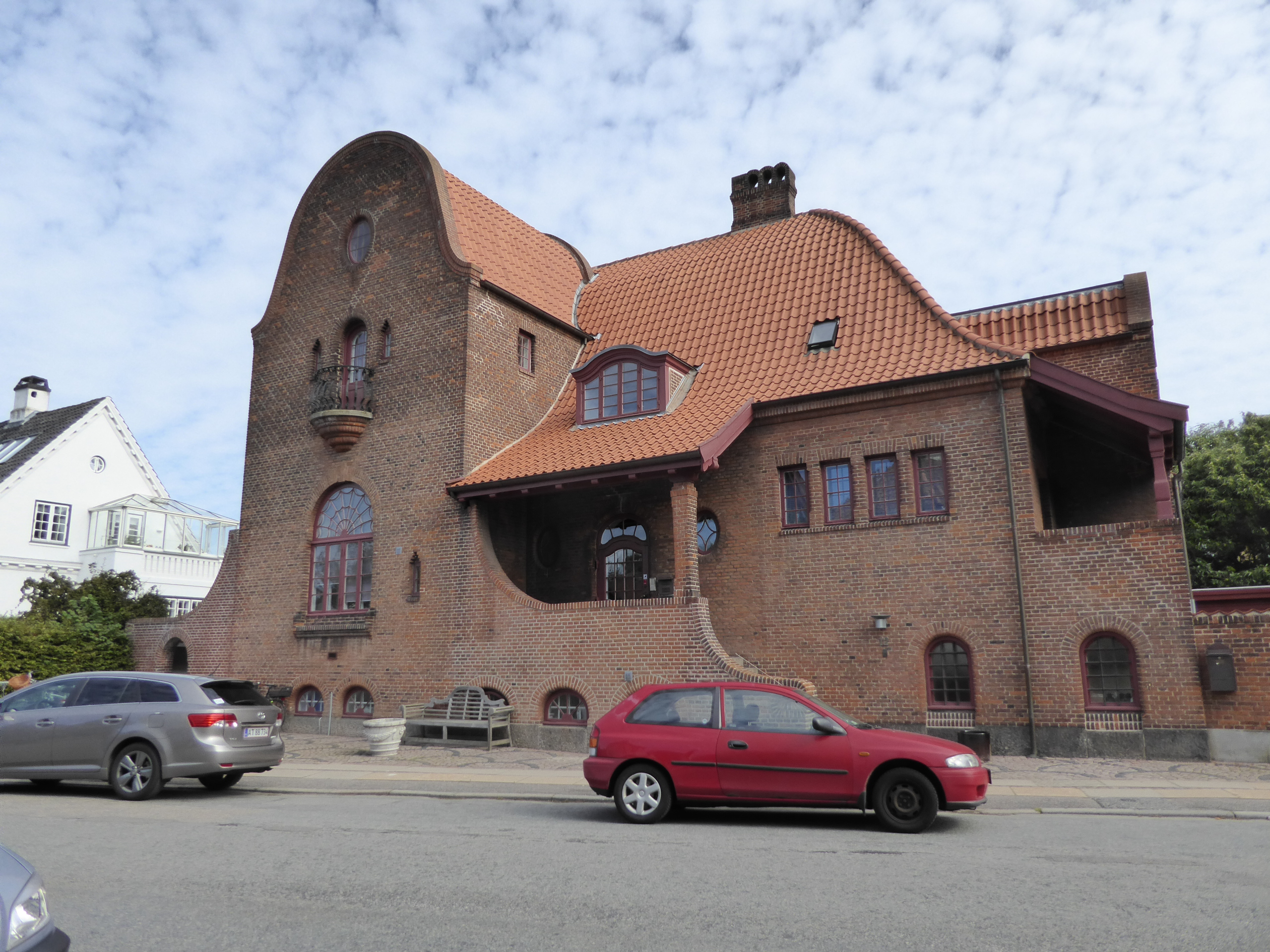
Wohnhaus Møller (1908)

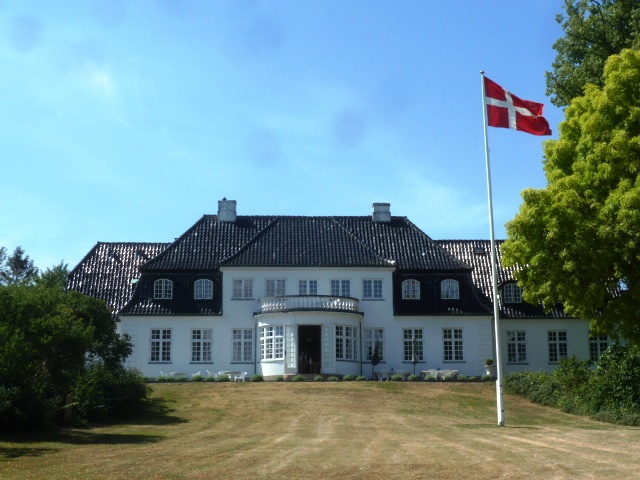
Bakkehuset (1915–1922)

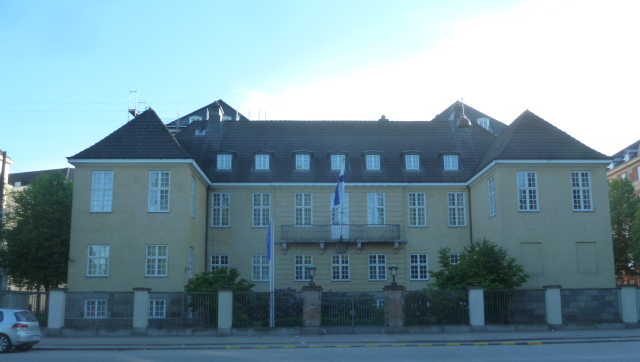
Wohnhaus Hagemann (1918)

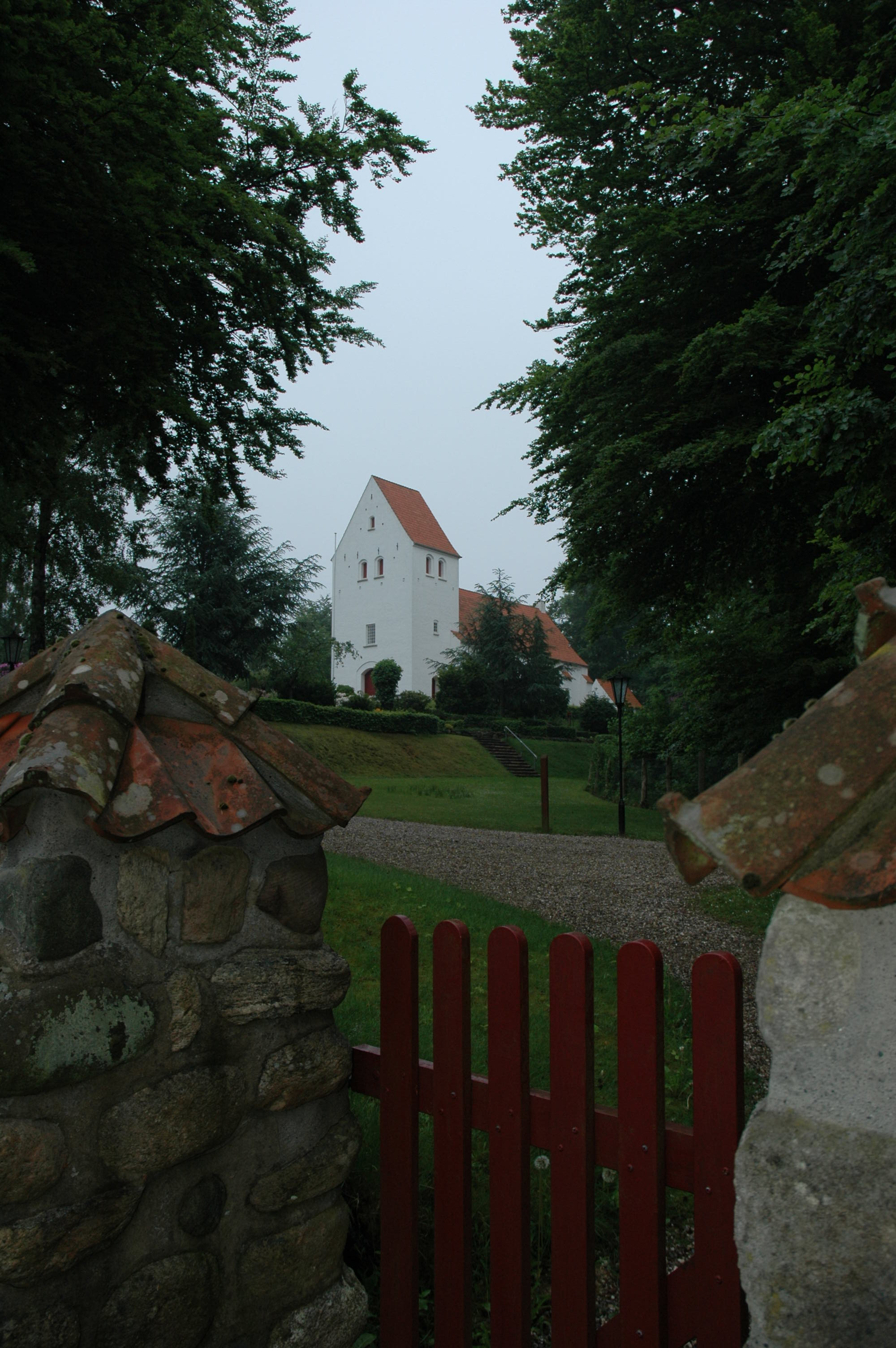
Gurre Kirke (1918)

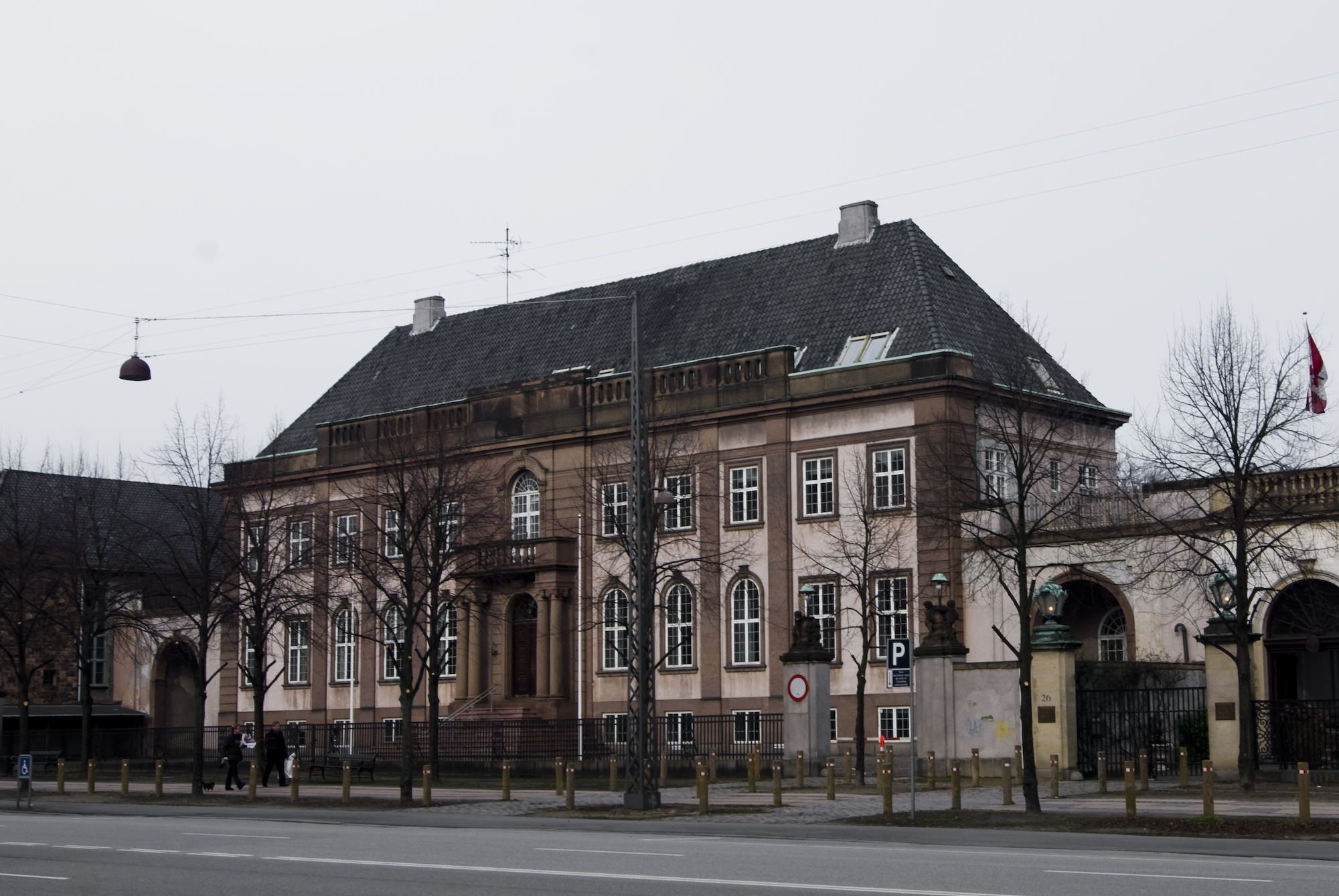
Klein Amalienborg (1918)

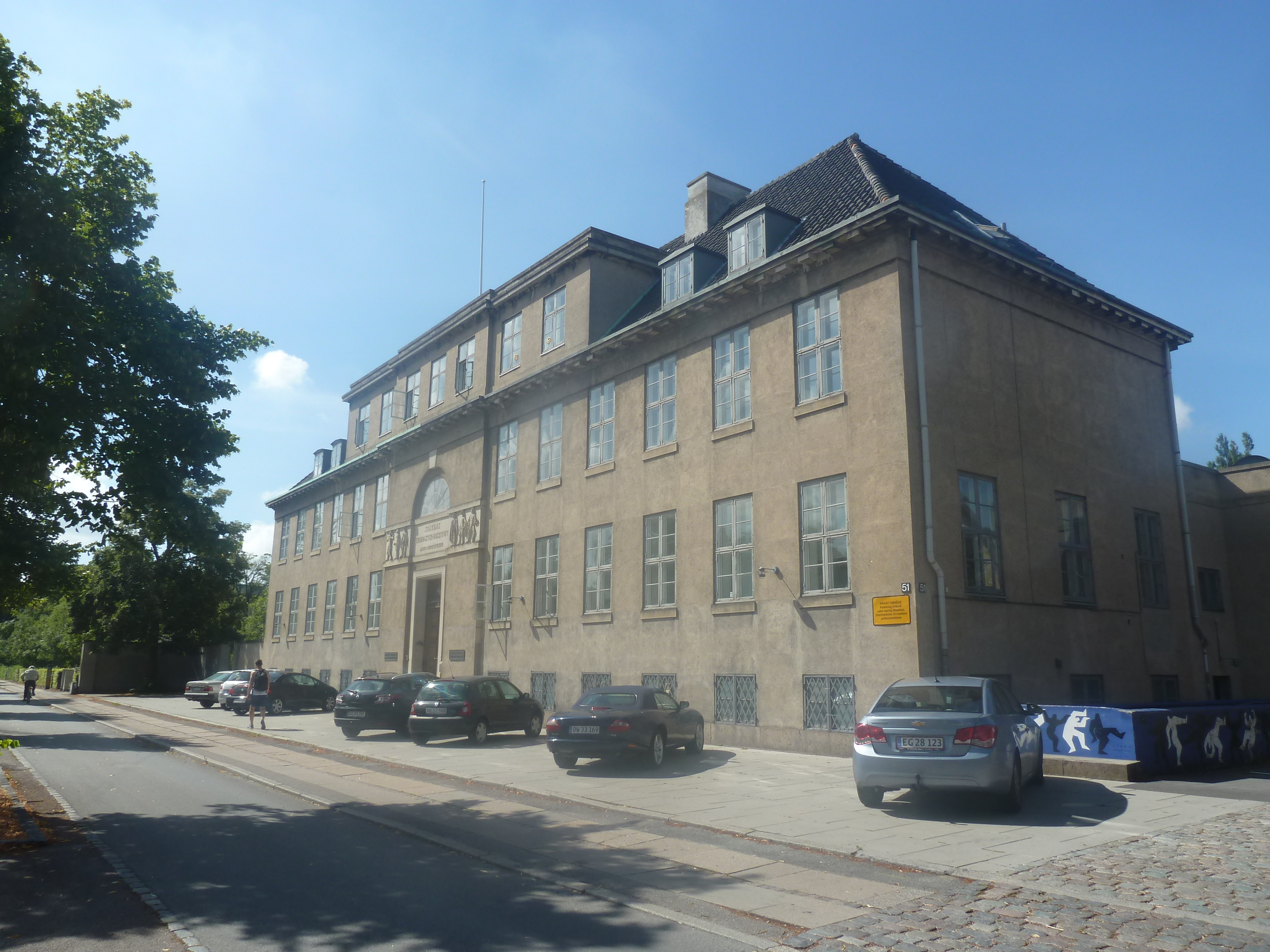
Statens Gymnastikinstitut (1922)

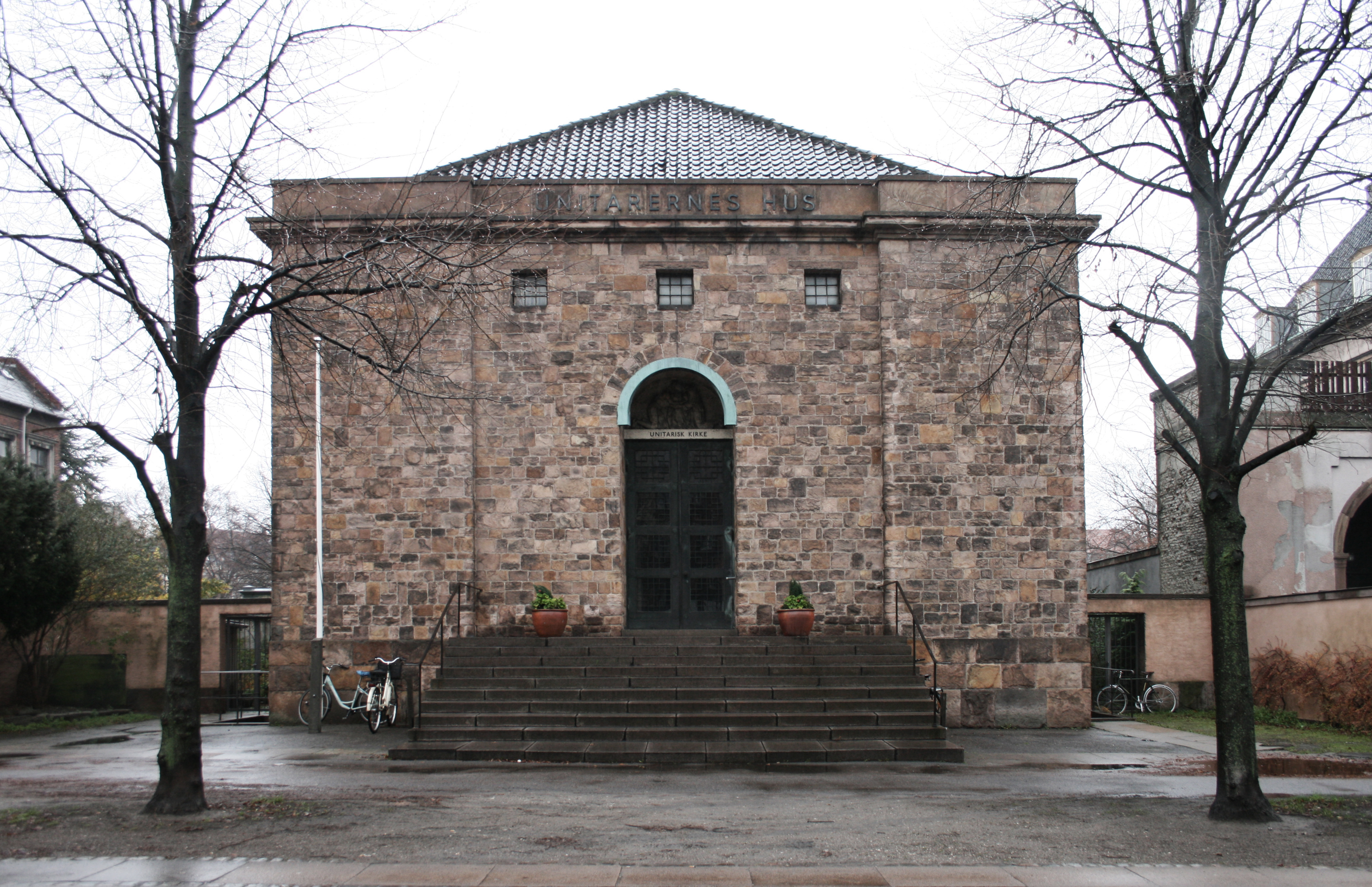
Unitarierkapelle (1927)

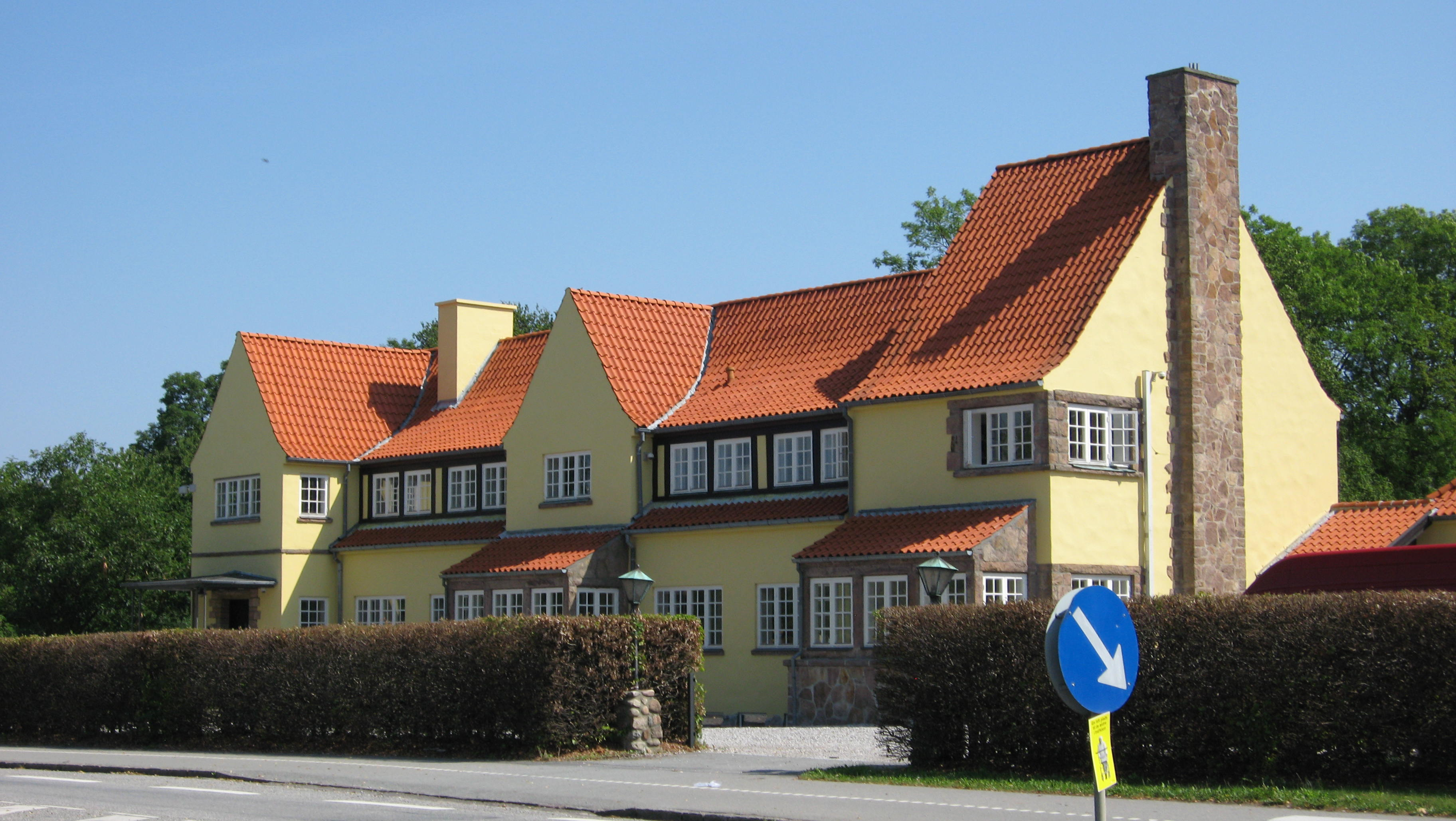
Køllesgaard (1932)

Carl Harald Brummer (* 12. Juli 1864 in Bogense; † 14. Februar 1953 in Skovshoved) war ein dänischer Architekt.

## Leben
Brummer wurde in Oregård als Sohn des Pächters Hans Frederik Brummer und Ida Amalie Christensen geboren. Er machte zunächst eine Schreinerlehre und besuchte dann von 1888 bis 1896 die Königlich Dänische Kunstakademie. Danach arbeitete er für Ferdinand Meldahl und einige Jahre für den Restaurator Hermann Baagøe Storck.
Nach einem ersten Erfolg mit dem Landhaus Ellestuen bei Hornbæk wurde er bald einer der führenden dänischen Architekten für den Entwurf von Privathäusern.
Brummer machte Studienreisen durch Europa, insbesondere nach Deutschland und Italien.
Er war international orientiert, veröffentlichte in Zeitschriften wie The Studio und es gelang ihm, seine Häuser über die Landesgrenzen hinaus bekannt zu machen, insbesondere in Deutschland und England, wo seine ausdrucksstarke Verwendung des Ziegels beliebt war.
Im April 1910 heiratete er in Frederiksberg die Künstlerin Benedicte Brummer, geb. Olrik. Das Paar ist auf dem Gentofte-Friedhof begraben.

## Stil
Carl Brummer hatte seinen Durchbruch 1895 mit Ellestuen, einem frei komponierten, malerischen Landhaus, das sich stark vom herkömmlichen Villentyp der Zeit unterschied. Der Hauptraum des Hauses ist ein Saal mit Galerien. Es erregte sowohl im Inland als auch im Ausland große Aufmerksamkeit. Die darin enthaltenen Ideen waren mit denen von Martin Nyrop verwandt und ihre Weiterführung in einer expressiven Richtung machte Brummer zu einem der führenden jüngeren Architekten der üppigen und befreiten Villenarchitektur zwischen 1900 und dem Ersten Weltkrieg.
Die Villen in Ryvangen für Ivar Knudsen und Dr. jur. Møller gehörten zu den individuellsten und markantesten Häusern dieser Zeit.
Brummer orientierte sich zunächst an der Architektur des späten 18. Jahrhunderts, etwa bei der neobarocken Villa für Aage Heyman (1907). Mit dem Einsetzen des nordischen Neoklassizismus, nahm auch Brummers Werk einen regelmäßigeren und strengeren Charakter an. Von der orthodoxen Richtung Christian Frederik Hansens hielt er sich jedoch eher fern, da ihm Barock und Rokoko mehr am Herzen lagen (z. B. Harald Simonsens Palæ 1918). Gleichzeitig ging er in dieser Zeit in Richtung einer schmucklosen Architektur, die im dänischen Reich verwurzelt und als einfache, funktionale Konstruktion konzipiert war (am deutlichsten in Gurre Kirke (1918) und im Haus des Architekten 1920). Zu dieser Zeit war er ein Verfechter der Strömungen, die vom Deutschen Werkbund nach Dänemark kamen.
Brummers spätere Bauten folgen überwiegend dem strengeren Stil des nordischen Klassizismus.
Er entwarf auch Möbel, Grabsteine sowie einige Schiffsausstattungen und führte Restaurierungsarbeiten durch.

## Bauten
(in Kopenhagen, soweit nicht anders angegeben)
- 1895: Landhaus Ellestuen für den Schriftsteller Alexander Svedstrup in Hellebæk bei Hornbæk[1]
- 1896: Villa Rica für den Bildhauer Siegfred Wagner in Kongens Lyngby (1964 von Kay Fisker umgebaut) ⊙
- 1898: Nazareth-Kirche in Ryslinge (Rekonstruktion der Kirche von 1866)
- 1899: Landhaus bei Helsingör
- 1903: Villa für den Schriftsteller Axel Henriques (heute Willis A/S, komplett umgebaut) ⊙
- 1904: Villa für den Direktor Ivar Knudsen (heute Buddhistisches Zentrum Kopenhagen)[2] ⊙
- 1905: Gemeindekirche in Holstebro ⊙
- 1907: Villa für den Fabrikanten Harry Dessau in Odense
- 1907: Villa für Aage Heyman (heute Kopenhagens Pædagogseminarium, ausgezeichnet mit der Eckersberg-Medaille) ⊙
- 1908: Wohnhaus für den Juristen Ernst Møller in Hellerup⊙
- 1908: Wohnhaus für den Herausgeber Christian Gulmann in Ryvangen[2] ⊙
- 1908–1909: Villa Søholt für den Tischlermeister Otto Meyer in Taarbæk ⊙
- 1909–1910: Villa Birkeborg für den Großhändler Lorenz Beijer in Skodsborg (1961 abgerissen)[3][2]
- 1910: Wohnhaus für den Konsul Valdemar Ludwigsen bei Kopenhagen (Eckersberg Medaille 1911, heute: De Samvirkende Købmænd)[2] ⊙
- 1915–1922: Landsitz Bakkehuset für den Börsenmakler Johan Levin in Vedbæk (Rudersdal) (Garten von Erik Erstad-Jørgensen) ⊙
- 1918: Herrenhaus Klein Amalienborg für den Holzhändler Harald Simonsen ⊙
- 1918: Wohnhaus für den Finanzier Paul Hagemann (heute Residenz des finnischen Botschafters) ⊙
- 1918: Kirche in Gurre ⊙
- 1918: Landhaus Smidstrupøre für den Großhändler Valerius Ragoczy in Smidstrup (Garten ursprünglich von Erik Erstad-Jørgensen angelegt, später 1942 von C.Th. Sørensen umgestaltet) ⊙
- 1920: Landsitz Gamlehave für den Oberstaatsanwalt Gulmann in Ordrup (mit Thorkild Henningsen, heute Geodætisk Institut) ⊙
- 1920: Eigenes Haus in Klampenborg ⊙
- 1924: Villa in Klampenborg ⊙
- 1924: Statens Gymnastikinstitut (heute Uni Kopenhagen) ⊙
- 1927: Unitarierkapelle ⊙
- 1927-1928: Bürohaus für die Kjøbenhavns Handelsbank ⊙
- 1929: Landgut Rønhave für den Reeder A.O. Andersen in Vedbæk (heute Apostolische Nuntiatur) ⊙
- 1928–1930: Hauptsitz der Københavns Handelsbank, Holmens Kanal (Umbau des Nachbargebäudes von Frederik L. Levy) ⊙
- 1931: Pavillon für dänische Kunst auf der Biennale Venedig
- 1932: Gasthaus Køllesgaard in Humlebæk, Seeland
- 1933: Villa mit Tonnengewölbedach in Gentofte ⊙
- 1935: Landhaus für den Fabrikanten und Generalkonsul H.O. Lange bei Holte

## Ehrungen
- 1907 und 1911: Eckersberg-Medaille für Villenbauten
- 1913: Goldmedaille von Leipzig
- 1921: Grand Prix von Gent
- 1924: korrespondierendes Ehrenmitglied des Royal Institute of British Architects
- 1944: Ehrenmitglied des Akademischen Architektenvereins in Dänemark

Brummer war Träger des Dannebrogordens und Mitglied der Ehrenlegion sowie des Orden der Krone von Italien.